# Totò la nuit
Pour plus de détails, voir Fiche technique et Distribution.
Totò la nuit (Totò di notte n. 1) est une comédie mondo italienne réalisée par Mario Amendola et sortie en 1962.

## Synopsis
Ninì Chanteclaire et son ami Mimì sont deux musiciens itinérants qui jouent dans les rues sans aucun succès. Quand Mimi reçoit un héritage conséquent, Ninì le convainc de l'investir en totalité dans une tournée des night-clubs les plus importants de la planète, afin de se faire un nom dans le milieu artistique. En réalité, ils ne feront que dilapider tout leur patrimoine dans des spectacles érotiques dans des boîtes de nuits éparses.

## Fiche technique
Sauf indication contraire, les informations mentionnées dans cette section peuvent être confirmées par la base de données cinématographiques IMDb,  présente dans la section « Liens externes ».
- Titre français : Totò la nuit[2]
- Titre original italien : Totò di notte n. 1[3]
- Réalisation : Mario Amendola
- Scenario : Giovanni Grimaldi, Bruno Corbucci, Castellano et Pipolo
- Photographie :	Fausto Zuccoli
- Montage : Jolanda Benvenuti (it)
- Musique : Armando Trovajoli
- Décors : Giorgio Giovannini (it)
- Costumes : Marcella De Marchis
- Production : Mario Mariani
- Société de production : Cinex, Incei Film[4]
- Pays de production :  Italie
- Langue originale : Italien
- Format : Couleur - 2,35:1 - Son mono - 35 mm
- Durée : 100 min (1 h 40[3])
- Genre : Comédie mondo
- Dates de sortie :
  - Italie : 7 novembre 1962
  - France : 11 décembre 1964[2]

## Distribution
- Totò : Ninì Chanteclaire, le professeur (« Ninì Cantachiaro » en VO)
- Erminio Macario : Mimì Makò, l'assistant de Chanteclaire
- Gianni Agus : L'imprésario de Paris
- Nando Bruno : Le propriétaire du restaurant
- Mario Castellani : Felipe
- Giulio Marchetti : Manuel
- Lando Buzzanca : Le monsieur dans l'avion
- Nino Terzo : Le Sicilien à Hong Kong
- Margareth Rose Keil : La femme qui cherche un pousse-pousse
- Alfredo Rizzo : Le prête-plume
- Carlo Rizzo : Le photographe
- Linda Sini : L'hôtesse
- Mac Ronay : Lui-même
- Moa Tahi : Elle-même
- Helmut Zacharias : Lui-même
- Margaret Lee : Elle-même
- Caroline Cherie : Elle-même